# مجلة تكنولوجيا الاتصالات والمعلومات
مجلة تكنولوجيا الاتصالات والمعلومات، هي مجلة شهرية تصدر عن وزارة الاتصالات والمعلومات، اليمن. رئيس تحريرها يحيى محمد المطري.

## أقسام المجلة
- ملف العدد
- أمن المعلومات
- آفاق الغد
- الألعاب
- البوابة التعليمية
- الإنترنت
- تقرير الشهر
- علوم الحاسوب
- عالم الاتصالات
- عالم البرامج
- إلكترونيات
- نافذة على العالم
- نادي القراء
- مجتمع المعلومات
- مقالات علمية مترجمة

## كتاب المجلة
- عمر الحياني